# The Silver Lining (игра)
The Silver Lining, первоначально King’s Quest IX: Every Cloak Has a Silver Lining, — графическая приключенческая компьютерная игра, разработанная и выпущенная студией Phoenix Online Studios для платформы Microsoft Windows. The Silver Lining, по замыслу её разработчиков, призвана служить продолжением серии King’s Quest, и, в частности, игры King’s Quest: Mask of Eternity; её действие происходит в том же мире, и игра использует тех же персонажей. The Silver Lining разрабатывалась как фанатская игра; её создателям пришлось договариваться с правообладателями о возможности продолжения разработки. Phoenix Online Studios выпустила в 2010—2011 годах четыре эпизода игры из планируемых пяти; заключительный пятый эпизод по состоянию на 2018 год не выпущен. Игра распространяется бесплатно.

## Описание
Игра повествует о странных событиях, которые одновременно постигают всю семью короля Грэма, кроме него самого. Уже пожилому Грэму приходится заново отправиться в путешествие по Стране Зелёных Островов, чтобы выяснить, какая участь постигла его близких, и как им помочь.
Всего было запланировано 5 эпизодов, первый из которых вышел 18 июля 2010 года. Но после выхода 4-го эпизода, в ноябре 2011, разработчики объявили о том, что выход последнего эпизода бессрочно отложен в связи с переориентацией компании на выпуск платных игр. 10 ноября 2016 года было объявлено о том, что финальная часть пенталогии будет выпущена в течение 2017 года.

## История разработки
В то время как в 1980-е годы игры серии King’s Quest принадлежали к числу самых популярных компьютерных игр, к 2000 году выпуск новых игр серии прекратился, и их сквозной сюжет остался незаконченным. Создатель серии Роберта Уильямс покинула игровую индустрию, её компания Sierra Entertainment прошла ряд слияний с более крупными корпорациями, так что поклонники серии не могли рассчитывать на выпуск новых игр в обозримом будущем. Разработка The Silver Lining была затеяна в 2000 году как фанатский проект по созданию новой игры серии; в 2002 году создатели игры образовали организацию под названием Phoenix Online Studios. Никто из приблизительно 20 участников Phoenix Online Studios не был профессиональным разработчиком игр, и их команда не имела офиса, не платила своим участникам зарплату — участники проекта жили в разных странах и работали над игрой в свободное время, общаясь друг с другом через интернет.
В 2005 году, когда Phoenix Online Studios первоначально намеревалась выпустить игру, компания Vivendi Universal, владеющая правами на серию King’s Quest, направила разработчикам фанатской игры письмо-предупреждение о нарушении прав интеллектуальной собственности. К этому времени первая из трёх планируемых на тот момент частей игры была, по мнению разработчиков, близка к завершению; в игре в целом было больше 200 персонажей и сценарий объемом в 1500 страниц. Ранее разработчики The Silver Lining никак не общались с Vivendi и не пытались получить права на создание игры. Опасаясь судебного преследования, Phoenix Online Studios на три месяца свернула любые работы; тем не менее, один из поклонников King’s Quest, кинопродюсер Мэтт Комптон, устроил масштабную кампанию с направлением Vivendi тысяч писем с просьбой разрешить выпуск игры. Разработчики также выслали Vivendi DVD-диск с предварительной версией игры. В конечном счете Vivendi предоставила Phoenix Online Studios беспрецедентную некоммерческую лицензию, обязав разработчиков сменить название игры и исключить из него слова King’s Quest.
Разработчики вновь столкнулись с аналогичными трудностями в 2009 году, когда права на интеллектуальную собственность Sierra Entertainment перешли от Vivendi к другой компании — Activision. Новый правообладатель счёл соглашение с Vivendi более не имеющим силы и также попытался прекратить разработку игры. При этом Activision в 2009 году потребовала от Phoenix Online Studios документы о передаче всех прав на игру, подписанные всеми, кто когда-либо работал над проектом — что принудило Phoenix Online Studios собрать сначала около 150 виртуальных подписей, а потом 120 физических. Phoenix Online Studios также послала Activision копию незаконченной игры. Тем не менее, в 2010 году Activision направила разработчикам письмо с требованием не только прекратить разработку, но и удалить все связанные с игрой файлы и убрать соответствующие материалы с сайта студии. Как и в предыдущий раз, Phoenix Online Studios смогла достичь удовлетворительного соглашения с правообладателем; первый эпизод игры под названием What is Decreed Must Be был выпущен 10 июля того же года.

## Отзывы
| Сводный рейтинг | Сводный рейтинг   |
| Агрегатор       | Оценка            |
| --------------- | ----------------- |
| Metacritic      | 66/100 (Эпизод 1) |

Игра получила смешанные отзывы обозревателей. Люк Планкетт с Kotaku в обзоре первого эпизода игры What is Decreed Must Be раскритиковал озвучивание персонажей и рассказчицы, неудобное управление и низкую интерактивность игры в целом: в первом эпизоде даже отсутствовали характерные для серии King’s Quest и жанра в целом головоломки, в то время как диалоги требовали от игрока знания предыдущих игр серии. В своем обзоре на The A.V. Club Джон Тети также посчитал, что первый эпизод The Silver Lining не выдерживает никакого сравнения с классическими играми Роберты Уильямс. Тети язвительно отметил, что Activision, должно быть, взглянула на то, что ей предъявила Phoenix, и решила, «что этой компании нечего бояться».